# Robert Mösching
Robert Mösching, född 23 november 1954, är en schweizisk tidigare backhoppare. Han representerade Ski-Club Gstaad.

## Karriär
Robert Mösching debuterade internationellt i tysk-österrikiska backhopparveckan säsongen 1974/1975. I öppningstävlingen i Schattenbergbacken i Oberstdorf i dåvarande Västtyskland 29 december 1974 blev Mösching nummer 34, hans bästa resultat i sin första backhopparvecka. Tävlingen vanns av Willi Pürstl från Österrike. Under backhopparveckan säsongen 1975/1976 var han bland de tjugo bästa i en deltävling. Han blev nummer 17 i nyårstävlingen i Olympiabacken i Garmisch-Partenkirchen i Västtyskland. 
Under olympiska spelen 1976 i Innsbruck i Österrike blev Mösching nummer 35 i normalbacken (Toni-Seelos-Olympiaschanze i Seefeld in Tirol) och nummer 30 i stora backen (Bergiselbacken i Innsbruck). Robert Mösching tävlade säsongerna 1976/1977, 1977/1978 och 1978/1979 utan framgångar. Han hoppade i Vikersundbacken under skidflygnings-VM 1977. Han slutade på en 16:e plats. Tävlingen vanns av landsmannen Walter Steiner. Mösching startade i Skid-VM 1978 i Lahtis i Finland. Där blev han nummer 20 i de individuella tävlingarna i båda backarna i Salpausselkä. I lagtävlingen blev han nummer 7 tillsammans med det schweiziska laget.
Säsongen 1979/1980 startade världscupen i backhoppning. Mösching kom med i det schweiziska landslaget och debuterade i världscupen i allra första deltävlingen i Cortina d'Ampezzo i Italien 27 december 1979. Han blev nummer 11 i den historiska tävlingen som vanns av Toni Innauer från Österrike före landsmannen Hubert Neuper som senare vann första världscupturneringen sammanlagt. Mösching blev nummer 28 i första världscupsäsongen.
Under olympiska spelen 1980 i Lake Placid i USA blev Mösching nummer 37 i normalbacken i Intervale Ski Jump Complex. I stora backen blev han nummer 17, hans bästa resultat i olympiska spelen. Han var 26,0 poäng från en bronsmedalj.
Efter tävlingssäsongen 1979/1980 avslutade Robert Mösching sin backhoppningskarriär.